# Тувинская народно-революционная армия
Тувинская народно-революционная армия (тув. Тываның Араттың Революстуг Шерии) — вооружённые силы Тувинской Народной Республики.

## Предтечи
Первые военизированные формирования тувинцев появились еще в период Гражданской войны на территории бывшей Российской империи. Численность отрядов не превышала нескольких сотен человек. Они попеременно сражались на стороне китайцев, монголов, частей Колчака и красных партизан. Все зависило от конкретной политической ситуации.

## ТНР в 1920—1940 годах
В 1921 г. было создано военное министерство, в конце 1921 г. при правительстве был организован так называемый отряд посыльных, сначала в составе 10, а позже 25 бойцов. После упразднения Военного министерства в 1922 г. он стал подчиняться Министерству юстиции.
После подавления силами этого отряда при содействии добровольческих дружин и отряда РСТК Хемчикского восстания весной 1924 г. правительство ТНР приняло решение о создании кадровой армии. К концу года отряд посыльных преобразовали в эскадрон, численность которого к сентябрю 1925 г. достигла 52 человек. Он был назван Тувинской Аратской Красной Армией (ТАКА). Со второй половины 1929 г. численность эскадрона была увеличена вдвое и он был преобразован в отдельный кавалерийский дивизион, состоящий из двух эскадронов общей численностью 402 человека. В 1930 году дивизион подавлял мятеж в Дзун-Хемчикском хошуне, так как власти СССР отказались направить в Туву войска.
В 1932 г. вместо дивизиона был создан кавалерийский полк в составе пяти эскадронов. В 1935 г. полк состоял из 2 сабельных эскадронов, эскадрона тяжелых пулеметов, взводов артиллерии, связи, саперного, интендантского, а также химического отделения и полковой школы подготовки младших командиров. В конце 1930-х годов из СССР были получены две танкетки Т-27. С 1934 г. полк назывался Тувинской Народно-Революционной Армией (ТНРА). 
За первый месяц, последовавший за объявлением ТНР войны нацистской Германии в июне 1941, личный состав Тувинской народно-революционной армии был увеличен более чем вдвое. Если до войны в ее рядах насчитывалось 489 человек, то в конце 1941 г. она численно выросла до 1136 человек. Кроме того, было создано ополчение и добровольческие отряды.
18 марта 1943 г. заместитель председателя Совета Министров ТНР Салчак Сергей сообщил о готовности выступить на фронт тувинских добровольцев-танкистов. К началу февраля 1944 г. тувинские танкисты прошли обучение в советском танковом училище на механиков-водителей, получили звания от сержанта до лейтенанта и, приняв танки Т-34, отбыли на фронт и были зачислены в состав 25-го отдельного танкового полка (с февраля 1944 в составе 52-й армии 2-го Украинского фронта).
В сентябре 1943 вторая группа добровольцев (206 человек) была зачислена в состав 8-й кавалерийской дивизии, где приняла участие в рейде по германским тылам на западе Украины. Немцы называли тувинских кавалеристов «Шварце тод» («черная смерть»).
Всего на фронтах Великой Отечественной войны воевало около 8 тысяч жителей Тувы. Около 20 воинов-тувинцев стали кавалерами ордена Славы, до 5500 тувинских воинов награждены другими советскими и тувинскими орденами и медалями.
После вхождения ТНР в состав СССР в 1944 г. ТНРА была преобразована в Отдельный 7-й кавалерийский полк Краснознаменного Сибирского военного округа.  В 1946 г. этот полк был расформирован. Одну часть полка передали в дислоцированную в г. Красноярске 127-ю стрелковую дивизию, а другая вошла в состав 10-й стрелковой дивизии (г. Иркутск).